# Pelodytidae
Pelodytidae is een familie van kikkers. De groep werd voor het eerst wetenschappelijk beschreven door Karel Lucien Bonaparte in 1850. Oorspronkelijk werd de wetenschappelijke naam Pelodytina gebruikt.
De familie heeft nog geen Nederlandse naam, de Engelse naam kan worden vertaald als peterselie-padden. Deze naam slaat op de groene vlekkentekening van veel exemplaren en niet de geur, zoals bij de knoflookpadden. Lange tijd behoorde deze familie, die bestaat uit een enkel geslacht en drie soorten, tot de familie padden (Bufonidae), en later tot de knoflookpadden (Pelobatidae).
De soorten komen voor in Europa, vooral rond het Middellandse Zeegebied. Alleen de Kaukasische groengestipte kikker komt noordelijker voor tot in Rusland en Turkije. Het zijn gedrongen, pad-achtige kikkers die 's nachts actief zijn, maar in de paartijd ook wel overdag worden gezien.

## Taxonomie
Familie Pelodytidae
- Geslacht Pelodytes
  - Soort Pelodytes atlanticus
  - Soort Pelodytes caucasicus – Kaukasische groengestipte kikker
  - Soort Pelodytes hespericus
  - Soort Pelodytes ibericus – Andalusische groengestipte kikker
  - Soort Pelodytes punctatus – Groengestipte kikker

Allophrynidae · 
Alsodidae · 
Alytidae · 
Aromobatidae · 
Arthroleptidae · 
Myobatrachidae · 
Batrachylidae · 
Blaasoppies · 
Bombinatoridae · 
Boomkikkers · 
Brachycephalidae · 
Calyptocephalellidae · 
Ceratobatrachidae · 
Ceratophryidae · 
Conrauidae · 
Craugastoridae · 
Cycloramphidae · 
Dicroglossidae · 
Echte kikkers · 
Eleutherodactylidae · 
Fluitkikkers · 
Glaskikkers · 
Gouden kikkers · 
Graafkikkers · 
Hemiphractidae · 
Hylodidae · 
Knoflookpadden · 
Limnodynastidae · 
Megophryidae · 
Mexicaanse gravende padden · 
Micrixalidae · 
Microhylidae · 
Nasikabatrachidae · 
Nieuw-Zeelandse oerkikkers · 
Nyctibatrachidae · 
Odontobatrachidae · 
Odontophrynidae · 
Padden · 
Pelodytidae · 
Petropedetidae · 
Phrynobatrachidae · 
Pijlgifkikkers · 
Ptychadenidae · 
Pyxicephalidae · 
Ranixalidae · 
Rhinodermatidae · 
Rietkikkers · 
Scaphiopodidae · 
Schuimnestboomkikkers · 
Seychellenkikkers · 
Spookkikkers · 
Staartkikkers · 
Telmatobiidae · 
Tongloze kikkers